# Моцано-Токана (Парма)
Моцано-Токана је насеље у Италији у округу Парма, региону Емилија-Ромања.
Према процени из 2011. у насељу је живело 11 становника. Насеље се налази на надморској висини од 442 м.